# Мошико
Мошико (порт. Moxico), једна је од 18 покрајина у Републици Ангола. Покрајина се налази у источном делу земље, без излаза на Атлантски океан и граничи се са Демократском Републиком Конго и Замбијом.
Покрајина Мошико покрива укупну површину од 223.023 km² и има 727.594 становника (подаци из 2014. године). Највећи град и административни центар покрајине је град Луена.